# Diego Riva
Diego Riva (Alleghe, 30 luglio 1967) è un ex hockeista su ghiaccio, hockeista in-line e dirigente sportivo italiano.
Di ruolo portiere, ha giocato per quasi tutta la sua carriera sul ghiaccio (tra il 1987, anno di esordio in prima squadra, ed il 2005) con l'Alleghe HC, squadra di cui è divenuto, dopo aver appeso i pattini al chiodo, direttore sportivo. Nell'unica stagione passata in prestito all'HC Auronzo, gli agordini vinsero l'Alpenliga.
Ha difeso più volte i pali della porta della Nazionale tra il 1990 ed il 1993, partecipando anche alle Olimpiadi di Albertville (terzo portiere dietro a Mike Zanier e Dave Delfino, a referto soltanto in una gara) e ai mondiali del 1993 (secondo di Delfino).
Dopo il ritiro si è dedicato all'hockey in-line con le maglie di Gallarate (con cui vinse uno scudetto), Trieste (con cui vinse una coppa Italia), Padova e Legnaro.
Il padre Gianfranco e lo zio Nilo, sono stati presidenti dell'Alleghe HC, mentre quest'ultimo è stato anche, dal 2008 al 2012, presidente della Lega italiana hockey su ghiaccio.